# Youn Yuh-jung
Youn Yuh-jung (n. 1947, Kaesong, Corea del Nord) és una actriu sud-coreana. La seva carrera abasta gairebé 40 anys, tant al cinema com en la televisió; no obstant això, és més coneguda per ser la protagonista de Hwanyeo (1971), Hanyo (2010), Donui Mat (2012), Jug-yeo-ju-neun Yeo-ja (2016). En 2021 va guanyar el Oscar a la millor actriu secundària pel seu paper en la pel·lícula Minari.

## Biografia
Va néixer en 1947 en Kaesong, Corea del Nord, encara que va créixer, òrfena de pare, a Seül. Era una estudiant de primer any de la llicenciatura en Filologia coreana en la Universitat de Hanyang, quan va passar les audicions obertes realitzades per la TBC en 1966.
En 1975 es va casar amb el cantant i personalitat de televisió sud-coreana Jo Young-nam, i la parella es va mudar a Florida, on, retirada del món de l'espectacle, va ser mare de dos fills. No obstant això, Yoon Yuh-jung va tornar al seu país en 1984, on va reprendre la seva carrera, i la parella es va divorciar en 1987.

## Carrera
Va deixar la universitat i va debutar com a actriu en la televisió amb el drama Senyor Gong en 1967. Va aconseguir la fama en 1971 amb dues memorables representacions de femme fatale. La seva primera pel·lícula Hwanyeo, del director Kim Ki-young, es va convertir en un èxit tant de la crítica com comercialment, per la qual va guanyar el premi a Millor Actriu a la IV Setmana Internacional de Cinema Fantàstic i de Terror. I aquesta va ser seguida pel drama històric de la MBC Jang Hui-bin on interpretava a la principal i infame concubina reial. Kim era considerat el primer director d'estil i consciència experimental a Corea del Sud, i Youn no es va resistir a interpretar els seus personatges pujats de to i provocatius que exploraven la psique femenina en altres col·laboracions amb ell, com ara The Insect Woman (1972) i Be a Wicked Woman (1990).
L'audiència va trobar la ràpida manera de parlar i atípica aparença de Youn refrescant i amb freqüència va tenir papers a sèries de televisió que representaven a una dona moderna de la nova generació, en particular a Stepmother (1972), de l'escriptor Kim Soo-hyun.
En el cim de la seva carrera es va retirar després de casar-se amb el cantant Jo Young-nam en 1975, llavors la parella es va establir als Estats Units. El 1984, va tornar a Corea i va reprendre la seva carrera d'actriu permanentment. La parella es va divorciar en 1987.
Fer un retorn estel·lar després de prendre un llarg descans va ser una gesta inusual per una actriu coreana de mitjana edat. A pesar que la majoria de les actrius de la seva edat interpretaven el clixé d'autosacrificades mares o ajummas, Youn va obtenir personatges molt més complexos, elegants i independents. A Baramnan Kajok (2003), va obtenir l'aclamació de la crítica per la seva despreocupada actuació com una sogra que ha descurat al seu marit qui posteriorment mor de càncer de fetge i que gaudeix de relacions extra matrimonials. La franquesa i la confiança de la seva persona de nou es manifesta en el fals documental Yeobaeudeul (2009).
Va continuar exercint personatges de repartiment al cinema i la televisió, en particular, la seva guardonada escena robada a Hanyo (2010). Es va reunir amb el director Im Sang-soo, per quarta vegada en Donui Mat (2012) com una cruel hereva al centre del drama que es desenvolupa i aborda els temes de la corrupció, la cobdícia i el sexe. Youn va dir: "No m'importa ser consisderada una actriu vella, però jo em preocupo sobre com portar endavant la meva carrera en l'actuació, sense veure'm com una vella ximple."
En 2013 va participar com una mare amorosa que ha perdut als seus tres fills en la pel·lícula del director Song Hae-sung Boomerang Family.
Més tard aquest any va adquirir una renovada popularitat després de participar en el seu primer reality show Sisters Over Flowers, com una motxilera de viatge en Croàcia.
Va realitzar dos protagonistes durant el 2015: Jang-su sanghoe, de Kang Je-gyu, sobre el romanç entre un ancià empleat de supermercat i la propietària d'una botiga de flors, i a Grandmother Gye-choon sobre una dona bus de l'Illa de Jeju la qual es reuneix amb la seva neta que ha estat perduda durant un llarg temps.
A l'octubre del 2019 es va anunciar que s'havia unit a l'elenc recurrent de la sèrie No Second Chance on interpreta a Bok Mak-rau, la CEO de "Paradise Inn".
El 2020 va participar en la pel·lícula Minari interpretant a l'àvia d'una família coreana que s'instal·la en una granja d'Arkansas. Aquest paper li va valer nombrosos premis internacionals, entre ells l'Oscar a la millor actriu secundària en la cerimònia celebrada el 2021.
A la fi de setembre del mateix any es va anunciar que estava en prèdiques per a unir-se a l'elenc de la sèrie Trees Die on Their Feet, d'acceptar podria donar vida a Ja Geum-soon, una dona nascuda en 1930 a Corea del Nord que després d'escapar durant temps de guerra i separar-se del seu espòs i fill, acaba establint l'Hotel Nakwon, una cadena hotelera a Corea del Sud.

## Filmografia

### Pel·lícules
| Any  | Títol anglès                           | Hangul                        | Paper            | Notes           |
| ---- | -------------------------------------- | ----------------------------- | ---------------- | --------------- |
| 1971 | Woman of Fire                          | 화녀                          | Myeong-ja        |                 |
| 1972 | The Insect Woman                       | 충녀                          | Myeong-ja        |                 |
| 1973 | Love and Hatred                        | 다정다한                      |                  |                 |
| 1973 | Tto Sun Yi, a College Girl             | 여대생 또순이                 |                  |                 |
| 1978 | The Day and Night of a Korean-American | 코메리칸의 낮과 밤            |                  |                 |
| 1985 | Mother                                 | 에미                          | sra. Hong        |                 |
| 1990 | Be a Wicked Woman                      | 천사여 악녀가 되라            |                  |                 |
| 1995 | An Experience to Die For               | 죽어도 좋은 경험              | Choi Yeo-jung    |                 |
| 2003 | A Good Lawyer's Wife                   | 바람난 가족                   | Hong Byeong-han  |                 |
| 2004 | Springtime                             | 꽃피는 봄이 오면              | mare de Hyun-woo |                 |
| 2005 | The President's Last Bang              | 그때 그사람들                 | mare de Yoon-hee |                 |
| 2006 | Maundy Thursday                        | 우리들의 행복한 시간          | germana Mónica   |                 |
| 2007 | The Old Garden                         | 오래된 정원                   | mare de Hyun-woo |                 |
| 2007 | Hwang Jin-yi                           | 황진이                        |                  |                 |
| 2008 | A Tale of Legendary Libido             | 가루지기                      |                  |                 |
| 2009 | Actresses                              | 여배우들                      | ella mateixa     | també guionista |
| 2010 | Ha Ha Ha                               | 하하하                        | Moon-kyeong      |                 |
| 2010 | The Housemaid                          | 하녀                          | Byeong-sik       |                 |
| 2011 | Hindsight                              | 푸른 소금                     | Madame Kang      |                 |
| 2011 | List                                   | 리스트                        |                  |                 |
| 2012 | The Taste of Money                     | 돈의 맛                       | Baek Geum-ok     |                 |
| 2012 | In Another Country                     | 다른 나라에서                 | Park Sook        |                 |
| 2013 | Behind the Camera                      | 뒷담화: 감독이 미쳤어요       | ella mateixa     |                 |
| 2013 | Boomerang Family                       | 고령화가족                    | Mamá             |                 |
| 2014 | Hill of Freedom                        | 자유의 언덕                   | Gu-ok            |                 |
| 2015 | Salut d'Amour                          | 장수상회                      | Im Geum-nim      |                 |
| 2015 | Intimate Enemies                       | 나의 절친 악당들              | Yeo-jung         | Cameo           |
| 2015 | Right Now, Wrong Then                  | 지금은맞고그때는틀리다        | Kang Deok-soo    |                 |
| 2016 | Canola                                 | 계춘할망                      | Gye-choon        |                 |
| 2016 | The Bacchus Lady                       | 죽여주는 여자                 | So-young         |                 |
| 2018 | Keys to the Heart                      | 그것만이 내 세상              | In-sook          |                 |
| 2019 | Lucky Chan-sil                         | 찬실이는 복도 많지            | abuela           |                 |
| 2020 | Beasts Clawing at Straws               | 지푸라기라도 잡고 싶은 짐승들 | Soon-ja          |                 |
| 2020 | Minari                                 | 미나리                        | Soon-ja          |                 |
| 2020 | Heaven: To the Land of Happiness       | 헤븐: 행복의 나라로(가제)     |                  | [ 20 ]          |

### Sèries
| Any       | Títol anglès                            | Hangul                           | Personatge                           | Cadena    |
| --------- | --------------------------------------- | -------------------------------- | ------------------------------------ | --------- |
| 1967      | Mister Gong                             | 미스터 공                        | TBC                                  |           |
| 1970      | 강변 살자                               | MBC                              |                                      |           |
| 1970      | River of Love and Sorrow                | 사랑과 슬픔의 강                 | MBC                                  |           |
| 1970      | Maria Park                              | 박마리아                         | MBC                                  |           |
| 1971      | Jang Hui-bin                            | 장희빈                           | Hui-bin Jang                         | MBC       |
| 1972      | Rainbow                                 | 무지개                           | hija del presidente Han              | MBC       |
| 1972      | Daewongun                               | 대원군                           | Emperatriz Myeongseong               | MBC       |
| 1972      | Stepmother                              | 새엄마                           | Eun-hye                              | MBC       |
| 1976      | Girl's High School Days                 | 여고 동창생                      |                                      |           |
| 1984      | MBC Bestseller Theater "고깔"           | MBC 베스트셀러극장 - 고깔        |                                      |           |
| 1985      | Mom's Room                              | 엄마의 방                        |                                      |           |
| 1986      | First Love                              | 첫사랑                           |                                      |           |
| 1987      | Love and Ambition                       | 사랑과 야망                      | Song Hye-joo                         | MBC       |
| 1988      | Sand Castle                             | 모래성                           | Kim Jin-ae                           | MBC       |
| 1988      | People from Wonmi-dong                  | 원미동 사람들                    |                                      |           |
| 1989      | Fetters of Love                         | 사랑의 굴레                      |                                      |           |
| 1989      | 철새                                    | MBC                              |                                      |           |
| 1989      | Sleepless Tree                          | 잠들지 않는 나무                 | professora de ball                   | MBC       |
| 1990      | 검생이의 달                             | KBS2                             |                                      |           |
| 1990      | Betrayal of the Rose                    | 배반의 장미                      | Ok-sun                               | MBC       |
| 1991      | What Is Love                            | 사랑이 뭐길래                    | Han Shim-ae                          | MBC       |
| 1991      | Another Happiness                       | 또 하나의 행복                   |                                      | MBC       |
| 1992      | Bun-rye's Story                         | 분례기                           | mare de Bun-rye                      | SBS       |
| 1992      | Gwanchon Essay                          | 관촌 수필                        |                                      | SBS       |
| 1992      | Women's Room                            | 여자의 방                        |                                      | MBC       |
| 1993      | How's Your Husband?                     | 댁의 남편은 어떠십니까?          | Song Eun-nyeo                        | SBS       |
| 1993      | To Live                                 | 산다는 것은                      | mare de Pung-gae                     | SBS       |
| 1994      | Farewell                                | 작별                             | Lee Shin-ae                          | SBS       |
| 1995      | Men of the Bath House                   | 목욕탕집 남자들                  | Noh Hye-young                        | KBS2      |
| 1995      | Your Voice                              | 그대 목소리                      | Eon-nyeon-yi                         | SBS       |
| 1995      | MBC Best Theater "Hospice Ajumma"       | 호스피스 아줌마                  | Jung-sook                            | MBC       |
| 1996      | Temptation                              | 유혹                             | KBS2                                 |           |
| 1996      | Ganyiyeok                               | 간이역                           | propiàtaria del restaurant Gangneung | MBC       |
| 1996      | Open Your Heart                         | 가슴을 열어라                    | Choi Soon-joo                        | MBC       |
| 1997      | The Reason I Live                       | 내가 사는 이유                   | Bar madam Son                        | MBC       |
| 1997      | Woman Next Door                         | 이웃집 여자                      |                                      | SBS       |
| 1997      | MBC Best Theater - Bok-soon's Boomerang | MBC 베스트극장 - 복순씨의 부메랑 | Bok-soon                             | MBC       |
| 1998      | Firstborn                               | 맏이                             | Choi Sook-ja                         | MBC       |
| 1998      | Love Is All I Know                      | 사랑 밖엔 난 몰라                |                                      | MBC       |
| 1998      | Hong Gil-dong                           | 홍길동                           | mare d’In-ok                         | SBS       |
| 1998      | Lie                                     | 거짓말                           | Yoon Young-hee                       | KBS2      |
| 1998      | Crush                                   | 짝사랑                           |                                      | KBS2      |
| 1999      | KAIST                                   | 카이스트                         | Profesora                            | SBS       |
| 1999      | Did We Really Love?                     | 우리가 정말 사랑했을까           | Choi Hye-ja                          | MBC       |
| 1999      | Who Are You                             | 당신은 누구시길래                | Jung Shin-ae                         | SBS       |
| 1999      | Hur Jun                                 | 허준                             | esposa                               | MBC       |
| 2000      | Tough Guy's Love                        | 꼭지                             | Kim Bok-nyeo                         | KBS2      |
| 2000      | I Want to Keep Seeing You               | 자꾸만 보고 싶네                 | Lee Ok-bun                           | SBS       |
| 2001      | Stock Flower                            | 비단향꽃무                       | Ahn Jung-hee                         | KBS2      |
| 2001      | Blue Mist                               | 푸른 안개                        | Mi-soon                              | KBS2      |
| 2001      | Hotelier                                | 호텔리어                         | Yoon Bong-sook                       | MBC       |
| 2001      | Soon-ja                                 | 순자                             | Go Chang-daek                        | SBS       |
| 2001      | MBC Best Theater "Walking With II"      | 동행II                           | Geum-nyeo                            | MBC       |
| 2001      | This Is Love                            | 사랑은 이런거야                  | Lee Jung-ja                          | KBS1      |
| 2001      | I Like Dong-seo                         | 동서는 좋겠네                    | Choi Jong-sook                       | KBS2      |
| 2002      | Ruler of Your Own World                 | 네 멋대로 해라                   | Jung Yoo-soon                        | MBC       |
| 2002      | Affection                               | 정                               | Ms. Uhm                              | SBS       |
| 2002      | Who's My Love?                          | 내사랑 누굴까                    | In-ae                                | KBS2      |
| 2003      | Dal-joong's Cinderella                  | 달중씨의 신데렐라                | Pal-soon                             | KBS1      |
| 2003      | Pearl Necklace                          | 진주목걸이                       | Yoon Hae-myung                       | KBS2      |
| 2003      | One Million Roses                       | 백만송이 장미                    | Choi Geum-ja                         | MBC       |
| 2003      | Rose Fence                              | 장미울타리                       | Mrs. Heo                             | KBS2      |
| 2003      | On the Prairie                          | 저 푸른 초원위에                 | Kim Jeom-hee                         | KBS2      |
| 2004      | Ireland                                 | 아일랜드                         | mare de Shi-yeon                     | MBC       |
| 2004      | War of the Roses                        | 장미의 전쟁                      | Heo Young-shim                       | MBC       |
| 2004      | Drama City- Our Ham                     | 우리 햄                          | Abuela                               | KBS2      |
| 2005      | Becoming a Popular Song                 | 유행가가 되리                    | Oh Sook-young                        | KBS2      |
| 2005      | Be Strong, Geum-soon!                   | 굳세어라 금순아                  | abuela de Geum-soon                  | MBC       |
| 2005      | A Farewell to Sorrow                    | 슬픔이여안녕                     | Lee Young-shim                       | KBS2      |
| 2005      | Love and Sympathy                       | 사랑공감                         | mare de Hee-soo                      | SBS       |
| 2006      | Love Truly                              | 진짜 진짜 좋아해                 | Goo Hyang-sook                       | MBC       |
| 2006      | Pure in Heart                           | 열아홉 순정                      | Yoon Myung-hye                       | KBS2      |
| 2006      | What's Up Fox?                          | 여우야 뭐하니                    | Jo Soon-nam                          | MBC       |
| 2007      | The Person I Love                       | 사랑하는 사람아                  | Yoon Min-ja                          | SBS       |
| 2007      | The Golden Age of Daughters-in-Law      | 며느리 전성시대                  | Seo Mi-soon                          | KBS2      |
| 2008      | Chunja's Happy Events                   | 춘자네 경사났네                  | Yang Boon-hee                        | MBC       |
| 2008      | Worlds Within                           | 그들이 사는 세상                 | Oh Min-sook                          | KBS2      |
| 2009      | The Road Home                           | 집으로 가는 길                   | Nam Soon-jung                        | KBS1      |
| 2009      | Heading to the Ground                   | 맨땅에 헤딩                      | Ae-ja                                | MBC       |
| 2010      | Golden Fish                             | 황금물고기                       | Jo Yoon-hee                          | MBC       |
| 2010      | Home Sweet Home                         | 즐거운 나의 집                   | Sung Eun-sook                        | MBC       |
| 2011      | Can You Hear My Heart?                  | 내 마음이 들리니                 | Hwang Soon-geum                      | MBC       |
| 2012      | My Husband Got a Family                 | 넝쿨째 굴러온 당신               | Uhm Chung-ae                         | KBS2      |
| 2012      | The King 2 Hearts                       | 더킹 투하츠                      | Bang Young-sun                       | MBC       |
| 2013      | The Queen's Classroom                   | 여왕의 교실                      | Yong Hyun-ja                         | MBC       |
| 2014      | Wonderful Days                          | 참 좋은 시절                     | Jang So-shim                         | KBS2      |
| 2015      | The Producers                           | 프로듀사                         | ella mateixa (cameo, episodis 1-2)   | KBS2      |
| 2015-2017 | Sense8                                  | N/D                              | Min-jung                             | Netflix   |
| 2016      | Dear My Friends                         | 디어 마이 프렌즈                 | Oh Choong-nam                        | tvN       |
| 2019      | No Second Chance                        |                                  | Bok Mak-rae                          | MBC       |
| 2022      | Pachinko                                |                                  | Sunja                                | Apple TV+ |
| 2022      | Trees Die on Their Feet                 | 나무는 서서 죽는다               | Geum-soon                            | KBS2      |